# Лукачовце (Прешовский край)
Лукачовце (словац. Lukačovce) — село и одноимённая община в районе Гуменне Прешовского края Словакии. В письменных источниках начинает упоминаться с 1543 года.

## География
Село расположено в юго-восточной части края, в южной части Низких Бескид, на левом берегу реки Ольки, при автодороге 3826. Абсолютная высота — 159 метров над уровнем моря. Площадь муниципалитета составляет 7,47 км².

## Население
| Год:                | 1994 | 2004    | 2014    | 2024    |
| ------------------- | ---- | ------- | ------- | ------- |
| Количество человек: | 502  | 507     | 465     | 443     |
| Разница:            |      | +0,99 % | −8,28 % | −4,73 % |

По данным последней официальной переписи 2011 года, численность населения Лукачовце составляла 480 человек.